# Pitasch
Pitasch (Italiaans (verouderd): Pittasio) is een plaats en voormalige gemeente in het Zwitserse kanton Graubünden, behorend tot de gemeente Ilanz/Glion. Het telde eind 2013 als afzonderlijke gemeente 99 inwoners. In 2014 hield de gemeente Pitasch op te bestaan.
Pitasch ligt in het Val Lumnezia, op een terras tussen de zijdalen Val da Riein in het noorden en Val da Pitasch in het zuiden. Het dorp vormt samen met Duvin en Riein een protestantse enclave in het overwegend rooms-katholieke Surselva.
- Gemeinsame Normdatei: 7546552-8
- Historisch woordenboek van Zwitserland: 001441
- Virtual International Authority File: 243895562
- WorldCat: E39PBJkxJCJCFWgkqMHvXJ6Yfq